# Nils Gyllenstierna (1670–1731)
Nils Jöransson Gyllenstierna, född 1670, död 22 februari 1731 i Stockholm, var en svensk greve, militär och ämbetsman. 

## Biografi
Gyllenstierna började sin militära bana i utländsk tjänst. Han blev 1694 svensk ryttmästare, major 1698, överstelöjtnant 1701, och överste för Andra dragonregementet 1707. Som regementschef för detta deltog han i Karl XII:s ryska fälttåg. Han deltog i slaget vid Poltava 1709, där han blev tillfångatagen. Gyllenstierna återkom till Sverige från rysk fångenskap först 1722 och blev samma år generallöjtnant vid kavalleriet. År 1723 blev han landshövding över Södermanlands län och 1727 riksråd. Gyllenstierna räknades i rådet till Arvid Horns parti.
Nils Gyllenstierna var son till Jöran Gyllenstierna. Han var gift med överhovmästarinnan Ulrika Juliana Brahe.